# Xijiao (socken i Kina, Henan)
Xijiao (kinesiska: 西郊, 西郊乡) är en socken i Kina. Den ligger i provinsen Henan, i den centrala delen av landet, omkring 61 kilometer öster om provinshuvudstaden Zhengzhou.
Genomsnittlig årsnederbörd är 681 millimeter. Den regnigaste månaden är juli, med i genomsnitt 182 mm nederbörd, och den torraste är januari, med 4 mm nederbörd.